# Viva Piñata: Trouble in Paradise
Viva Piñata: Trouble in Paradise es el sucesor del videojuego de simulación Viva Piñata desarrollado por Rare en el que ahora ofrece nuevas piñatas, objetos y lugares.

## Sinopsis
Esta vez el juego comienza en tu jardín heredado del jardinero más famoso de Isla Piñata: el Jardiniero pero arreglado, sin basura y con una piñata propia sin cazarla o capturarla. En este juego el Profesor Pester quería robar los registros informatizados de Piñata Central para conocer sus debilidades y ser el rey de las piñatas, pero uno de sus secuaces rufian borró todos esos registros por error, así que lo que el jugador tiene que hacer es recuperar los registros informatizados enviando a sus piñatas a las fiestas de diferentes países, cuidar su jardín y cuidar a sus piñatas.
En el juego cuando tienes 2 piñatas residentes de una misma especie ya no puedes tener más, pero para aumentar la población de la especie se tiene que enamorar a las 2 piñatas. Para ello hay que tener hechos los requisitos para enamorar a las piñatas, construirles su propia casa (en la tienda de Willy Builder te la puede construir) y hacer bien su propio juego del enamoramiento. Si estas condiciones se cumplen, las piñatas harán su baile del amor, luego llegará Storkos con el huevo que hicieron el par de piñatas, del huevo nacerá una piñata más pequeña que sus padres de la misma especie que luego crecerá en su capullo hasta convertirse en un adulto joven.
También aquí hay piñatas amargas, las cuales estropean el trabajo que hace el jugador en su jardín, en Trouble in Paradise crearon nuevas piñatas amargas con otros "oficios" distintos a los otros.

## Piñatas amargas
Las piñatas amargas se encargan de dañar tu jardín a su manera, estas piñatas son:
1. Shellybean amarga: Se come las semillas de tu jardín.
2. Lemoning amarga: Pudre tus frutas y vegetales.
3. Sherbat amarga: Enferma a tus piñatas.
4. S'morepion amarga: Hace infelices a tus piñatas.
5. Crowla amarga: Se come a tus piñatas enfermas.
6. Profitamole amarga: Ataca a tus flores y deja desechos mineros en tu jardín.
7. Smelba amarga: Desenamora a tus piñatas.
8. Macaraccoon amarga: Roba los huevos de tu jardín.
9. Cocoadile amarga: Ataca a tus ayudantes.
10. Mallowolf amarga: Evita la entrada de otras piñatas al jardín.
11. Bonboon amarga: Pelea con tus piñatas.
12. Limeoceros amarga: Destruye tus edificios y adornos.

Para que las piñatas amargas no entren a tu jardín tienes que conseguir piezas de la torre amarga haciendo residentes las piñatas amargas o comprándolas en la tienda de Costolot (Lottie), pero cuesta mucho cada pieza.

## Cosas que hay que recordar
1. Las piñatas que comen plantas o así, siempre dejan una semilla o el tallo, por lo que esa planta vuelve a crecer.
2. Muchas piñatas para procrear tienen que comerse a otras piñatas, el pájaro se come gusanos, el zorro a una Gallina, Tomi come el ganso.
3. Es importante comprar casas de piñatas para que estas procreen dentro.
4. Un césped por todo el jardín ayudara a atraer más piñatas.
5. Las peleas entre piñatas las puedes evitar si se actúa rápido y le atizas a una antes de que empiecen a tirarse cosas... es decir cuando te sale el mensajito vas rápido y le atizas... aunque a veces no te da tiempo a localizarla.
6. Si dejas pulsado LS, el círculo ira 5 veces más rápido, así es más fácil parar peleas o buscar algo.
7. Si una piñata amarga la dejas convivir con las demás y se domestica, se vuelve buena y te dan una pieza de la torre agria.
8. No le metas palazos al Seedos porque lo de que deja malas hierbas (que si no rompes o vendes rápidamente se plantan solas). Una muy mala opción es vender la mala hierba, pues su precio es negativo (Pierdes monedas). Una solución es atraer una piñata que coma mala hierbas o contratar Hierbajias.

## Piñatas que evolucionan
En Viva Piñata: Trouble in Paradise muchas piñatas evolucionan a otras (en especial la Flutterscotch), más que en Viva Piñata.

### Evoluciones
- Pieena: Dale un hueso a una Pretztail.
- Hoghurt: Dale un pay de queso a una Rashberry.
- Lackatoad: Dale una baya de belladona a una Lickatoad y antes de que se enferme darle un LIGERO golpe con la pala.
- Candary: Dale un diente de león a un Sparrowmint.
- Chocstrich: Dale 2 semillas de cactus a una Cluckles.
- Parmadillo: Dale un coco a una Fudgehog.
- Moojoo: Dale una semilla de abeto a una Doenut.
- Salamango: Dale un chile a una Newtgat.
- Juicygoose: Dale una grosella a una Quackberry.
- Reddhott: Quema a una Taffly con una antorcha y luego apágala con la regadera.
- Polollybear: Dale una gema azul a una Fizzlybear.
- Twingersnap:Dale un golpe con la pala a un huevo de Syrupent cuando dé el tercer gran salto.
- Fourheads:Dale un golpe con la pala a un huevo de Twingersnap cuando dé el tercer gran salto.

### Flutterscotch
Para tener Flutterscotch de diferentes colores en el jardín, hay que darle a una Flutterscotch Blanca lo siguiente:
- Campanilla: Se pone azul
- Amapola: Se pone roja
- Botón de Oro: Se pone amarilla
- Berro: Se pone verde
- Loto: Se pone rosa
- Junco: Se pone café
- Tulipán: Se pone negra
- Ave de Paraíso: Se pone naranja
- Cardo: Se pone morada